# Vinnette Carroll
Pour les articles homonymes, voir Carroll.
Répertoire
- 1958 : Les Sorcières de Salem (actrice)
- 1972-1974 : Don't Bother Me, I Can't Cope (en) (revue, mise en scène)
- 1976-1978 : Your Arms Too Short to Box with God (en) (comédie musicale, livret et mise en scène)
Vinnette Justine Carroll, née le 11 mars 1922 à New York et morte le 5 novembre 2002 à Lauderhill (Floride), est une actrice, metteuse en scène et librettiste américaine (parfois créditée Vinette Carroll).

## Biographie
En 1948, Vinnette Carroll étudie l'art dramatique  à The New School de New York (obtenant son premier rôle la même année en ce lieu) et entame l'année suivante (1949) sa carrière comme actrice de théâtre. Elle débute à Broadway en 1956, dans Un tramway nommé Désir de Tennessee Williams (avec Tallulah Bankhead), puis Off-Broadway en 1958, dans Les Sorcières de Salem d'Arthur Miller. La même année 1958, elle joue à Londres dans Moon on a Rainbow Shawl (en) d'Errol John (en).
En 1972, elle est la première afro-américaine metteuse en scène à Broadway, pour la revue Don't Bother Me, I Can't Cope (en) de Micki Grant (en), produite jusqu'en 1974. Suit en 1976 la comédie musicale Your Arms Too Short to Box with God (en) d'Alex Bradford (en), dont elle est metteuse en scène et auteur du livret, représentée jusqu'en 1978 (puis reprise en 1980 et 1982).
Au cinéma, elle apparaît dans six films américains, depuis Le Procès de Julie Richards de Larry Peerce (1964, avec Barbara Barrie et Bernie Hamilton) jusqu'à The Last Home Run (en) de Bob Gosse (1996, avec Seymour Cassel). Entretemps, mentionnons Escalier interdit de Robert Mulligan (1967, avec Sandy Dennis et Eileen Heckart) et Reivers de Mark Rydell (1969, avec Steve McQueen et Sharon Farrell).
Pour la télévision américaine, elle contribue à cinq séries à partir de 1956 ; la dernière est All in the Family (deux épisodes, 1976). S'ajoutent deux téléfilms, le premier étant Les Verts Pâturages de George Schaefer (1957) ; le second est diffusé en 1959.
Durant sa carrière au théâtre, elle obtient trois nominations aux Tony Awards (voir détails en rubrique "Distinctions" ci-dessous).
Vinnette Carroll meurt fin 2002, à 80 ans.

## Théâtre

### Broadway (intégrale)
- 1956 : Un tramway nommé Désir (A Streetcar Named Desire) de Tennessee Williams : une afro-américaine
- 1957 : Small War on Murray Hill de Robert E. Sherwood, mise en scène de Garson Kanin, décors de Boris Aronson, costumes d'Irene Sharaff : Amelie
- 1959 : Jolly's Progress de Lonnie Coleman, mise en scène d'Alex Segal : Dora
- 1961 : The Octoroon (en) de Dion Boucicault : Dido
- 1969 : Trumpets of the Lord, comédie musicale sur des gospels traditionnels arrangés par Howard Roberts, livret de Vinnette Carroll, d'après God's Trombones de James Weldon Johnson
- 1972-1974 : Don't Bother Me, I Can't Cope (en), revue, musique, lyrics et sketches de Micki Grant (en), mise en scène de Vinnette Carroll
- 1976-1978 : Your Arms Too Short to Box with God (en), comédie musicale, musique et lyrics d'Alex Bradford (en), livret (d'après l’Évangile selon Matthieu) et mise en scène de Vinnette Carroll (+ reprises en 1980 et 1982)
- 1979 : But Never Jam Today (en), comédie musicale, musique et lyrics de Bert Keyes (en) et Bob Larimer, livret de Bob Larimer et Vinnette Carroll (d'après les écrits de Lewis Carroll), mise en scène de cette dernière

### Off-Broadway (intégrale)
- 1958 : Les Sorcières de Salem (The Crucible) d'Arthur Miller : Tituba
- 1961 : Black Nativity (en) de Langston Hughes, mise en scène de Vinnette Carroll
- 1962 : The Disenchanted d'Harvey Breit et Budd Schulberg, mise en scène de Vinnette Carroll
- 1963 : Trumpets of the Lord, comédie musicale précitée (livret)
- 1965 : L'Exception et la Règle (The Exception and the Rule) de Bertolt Brecht et Le Fils Prodigue (The Prodigal Son) de Langston Hughes, mise en scène de Vinnette Carroll

### Londres
- 1958 : Moon on a Rainbow Shawl (en) d'Errol John (en) : Sophia
- 1962 : Black Nativity (en), pièce précitée, mise en scène et narration de Vinnette Carroll

## Filmographie
(comme actrice)

### Cinéma (intégrale)
- 1964 : Le Procès de Julie Richards (One Potato, Two Potato) de Larry Peerce : Martha Richards
- 1967 : Escalier interdit (Up the Down Staircase) de Robert Mulligan : la mère
- 1969 : Reivers (The Reivers) de Mark Rydell : Tante Callie
- 1969 : Alice's Restaurant d'Arthur Penn : une employée de rédaction
- 1970 : Le Casse de l'oncle Tom (Cotton Comes to Harlem) d'Ossie Davis : Reba
- 1996 : The Last Home Run (en) de Bob Gosse : Emma

### Télévision (sélection)
- 1956 : Camera Three (en) (série), saison 1, épisode 23 The Green and Golden Bough : rôle non spécifié
- 1957 : Les Verts Pâturages (The Green Pastures), téléfilm de George Schaefer : une ange
- 1959 : Summer of Decision de William A. Graham : Mme Benson
- 1976 : All in the Family (série), saison 7, épisodes 6 et 7 Archie's Operation, Parts I & II, de Paul Bogart : Dr Wynell Thatcher

## Distinctions
- Trois nominations aux Tony Awards :
  - En 1973 (une nomination) : de la meilleure mise en scène d'une comédie musicale, pour Don't Bother Me, I Can't Cope (en)
  - En 1977 (deux nominations) : de la meilleure mise en scène d'une comédie musicale et du meilleur livret d'une comédie musicale, pour Your Arms Too Short to Box with God (en)